# Municipio de Wesley (Ohio)
El municipio de Wesley (en inglés: Wesley Township) es un municipio ubicado en el condado de Washington en el estado estadounidense de Ohio. En el año 2010 tenía una población de 982 habitantes y una densidad poblacional de 12,16 personas por km².

## Geografía
El municipio de Wesley se encuentra ubicado en las coordenadas 39°26′32″N 81°48′9″O / 39.44222, -81.80250. Según la Oficina del Censo de los Estados Unidos, el municipio tiene una superficie total de 80.74 km², de la cual 80,45 km² corresponden a tierra firme y (0,36 %) 0,29 km² es agua.

## Demografía
Según el censo de 2010, había 982 personas residiendo en el municipio de Wesley. La densidad de población era de 12,16 hab./km². De los 982 habitantes, el municipio de Wesley estaba compuesto por el 84,73 % blancos, el 8,35 % eran afroamericanos, el 0,61 % eran amerindios, el 0,41 % eran asiáticos, el 0,51 % eran de otras razas y el 5,4 % eran de una mezcla de razas. Del total de la población el 0,61 % eran hispanos o latinos de cualquier raza.